# 10942 Natashamaniar
10942 Natashamaniar eller 1999 CN83 är en asteroid i huvudbältet som upptäcktes den 10 mars 1999 av LINEAR i Socorro County, New Mexico. Den är uppkallad efter Natasha M. Maniar.
Asteroiden har en diameter på ungefär 8 kilometer.